# SKU
W logistyce jednostka magazynowa – SKU (ang. stock keeping unit, wymawiane jak ang. słowo skew) jest identyfikatorem służącym do zarządzania danym towarem.
W procesie zarządzania magazynem stanowi jednostkę miary dla towarów podlegających zarządzaniu, magazynowaniu oraz szeregom operacji logistycznych, którego źródłem jest magazynowy system informatyczny.
System sukcesywnego zarządzania towarami SKU odnosi się do każdego produktu i jego wariantów osobno. Na przykład różne smaki albo modele produktu, dodatki do niego czy różne ilości (w jednym opakowaniu), posiadają różne SKU. Dzięki temu sprzedawca może dokładnie monitorować sprzedaż towaru i wykrywać (zob. eksploracja danych), że np. niebieskie koszulki sprzedają się lepiej niż zielone.